# Micaela Pignatelli
Micaela Pignatelli Cendali (Napoli, 11 marzo 1945 – Roma, 30 ottobre 2023) è stata un'attrice, doppiatrice e dialoghista italiana.

## Biografia

### Vita privata
È stata la moglie dell'attore Flavio Bucci.

## Filmografia

### Cinema
- La tigre profumata alla dinamite, regia di Claude Chabrol (1965)
- Lo scandalo, regia di Anna Gobbi (1965)
- Dio, come ti amo, regia di Miguel Iglesias (1966)
- Flashman, regia di Mino Loy (1967)
- Goldface, il fantastico superman, regia di Bitto Albertini (1968)
- Giurò... e li uccise ad uno ad uno... Piluk il timido, regia di Guido Celano (1968)
- Gungala la pantera nuda, regia di Roger Rockfeller (1968)
- Amarsi male, regia di Fernando Di Leo (1969)
- Alba pagana, regia di Ugo Liberatore (1970)
- Scacco alla mafia, regia di Warren Kiefer (1970)
- La notte dei fiori, regia di Gian Vittorio Baldi (1972)
- La polizia chiede aiuto, regia di Massimo Dallamano (1974)
- Farfallon, regia di Riccardo Pazzaglia (1974)
- La vita nova, regia di Edoardo Torricella (1974)
- I giorni della chimera, regia di Franco Corona (1975)
- Perché si uccidono (La merde), regia di Mauro Macario (1975)
- Circuito chiuso, regia di Giuliano Montaldo (1978)
- Maledetti vi amerò, regia di Marco Tullio Giordana (1980)
- L'ultimo squalo, regia di Enzo G. Castellari (1981)
- Io so che tu sai che io so, regia di Alberto Sordi (1982)
- Ti presento un'amica, regia di Francesco Massaro (1987)
- La chiesa, regia di Michele Soavi (1989)
- Scugnizzi, regia di Nanni Loy (1989)
- C'era un castello con 40 cani, regia di Duccio Tessari (1989)
- Gangsters, regia di Massimo Guglielmi (1992)
- Il cartaio, regia di Dario Argento (2004)

### Televisione
- La sconosciuta, regia di Daniele D'Anza
- I segreti dei Gonzaga, regia di Gianfranco De Bosio
- Storia di Anna, regia di Salvatore Nocita (1981)
- Fonografo italiano, regia di Silvio Ferri
- Luigi Ganna detective, regia di Maurizio Ponzi (1979)
- Quer pasticciaccio brutto de via Merulana, regia di Piero Schivazappa (1983)
- Il diavolo al Pontelungo, regia di Pino Passalacqua (1982)
- Giallo, regia di Luigi Cozzi
- Festa di Capodanno, regia di Piero Schivazappa (1988)
- I racconti gotici, regia di Giorgio Bandini
- La squadra, registi vari (2000)
- Camici bianchi, regia di Stefano Amatucci e Fabio Jephcott (2001)
- Per amore per vendetta, regia di Mario Caiano (2001)
- Rita da Cascia, regia di Giorgio Capitani (2004)

## Doppiaggio

### Film
- Ornella Muti in L'ultima donna
- Jamie Lee Curtis in Halloween - La notte delle streghe
- Margie Impert in L'ululato
- Debra Feuer in Vivere e morire a Los Angeles
- Daryl Hannah in Wall Street
- Maj-Doris Rimpi in Sami Blood

### Telefilm e Film TV
- Catherine Bach in Hazzard
- Cynthia Sikes in Flamingo Road
- Theresa Tova in E.N.G. - Presa diretta
- Doris Baldini in Heidi
- Kathy Baker in Quando i topi ballano
- Victoria Principal in Beyond the Obsession

### Telenovele
- Susana Vieira in Soltanto per amore

### Cartoni animati
- Aia! (Cotoletta)
- Gotriniton (Computer madre)